# Bertie Ahern
Patrick Bartholomew Ahern (conocido como Bertie Ahern, en irlandés Pádraig Parthalán Ó hEachthairn; Dublín, Leinster, 12 de septiembre de 1951) es un político irlandés y décimo primer ministro de Irlanda liderando la coalición demócrata-progresista del Fianna Fáil. Una de sus actuaciones más destacadas ha sido en el éxito del proceso de paz en Irlanda del Norte.

## Biografía
Bartholomew Patrick Ahern, más conocido como Bertie Ahern, nació el 12 de septiembre de 1951, en Dublín. Era hijo de un militante del IRA (Irish Republican Army) que había combatido entre 1919 y 1921 en la guerra de la Independencia irlandesa (el decisivo episodio de la Revolución irlandesa) y en la guerra civil irlandesa (1922-1923). Estudió en el College of Commerce de Rathmines y en el University College (ambos en su ciudad natal) y comenzó a trabajar como contable antes de dedicarse a la política. 

## Trayectoria política
Pronto se unió al partido nacionalista conservador Fianna Fáil (en gaélico, ‘los hombres’ o ‘los soldados del destino’, también llamado Partido Republicano) y, en junio de 1977, fue elegido por vez primera miembro de la Asamblea de Irlanda (Dáil Éireann, Parlamento de Irlanda), integrando el ala más radical de su formación, la más próxima al IRA.
En 1979, resultó elegido concejal del ayuntamiento de Dublín. En 1982, un año después de haber sido nombrado portavoz del Fianna Fáil, fue designado líder de la oposición y jefe de su partido en la Asamblea. Durante ese mismo año, desempeñó brevemente su primer cargo ministerial, en Defensa, en el gobierno del primer ministro de su partido, Charles Haughey. Ocupó la vicepresidencia del Fianna Fáil desde 1983 hasta 1984, y fue alcalde de Dublín entre 1986 y 1987. En marzo de este último año, fue nombrado ministro de Trabajo en el gobierno de Haughey, puesto en el que se mantuvo hasta febrero de 1992, cuando, como consecuencia de un escándalo por presunto espionaje ilegal, Haughey dimitió, Albert Reynolds le sustituyó como jefe de Gobierno, y Ahern pasó a desempeñar la titularidad del Ministerio de Finanzas. Desde el ejercicio de este cargo, facilitaría el acceso de Irlanda a la Unión Económica y Monetaria (UEM).
En 1989, se encargó de las negociaciones que permitieron a su partido mantenerse en el poder en coalición con los Demócratas Progresistas (DP, los liberales y menos nacionalistas escindidos en 1985 del Fianna Fáil), y en noviembre de 1994, tras la dimisión de Reynolds como primer ministro y como máximo dirigente de su partido, 
Llegó al liderazgo del Fianna Fáil en noviembre de 1994, tras la caída de Albert Reynolds, precedido de una fama como gran mediador que había sabido cómo ganarse a los sindicatos durante su etapa como ministro de Trabajo. Resultó elegido por unanimidad. Fuera del gobierno, y ya como jefe de la oposición al gabinete del Fine Gael (el democristiano Partido Unido) dirigido por el primer ministro John Bruton, encabezó las listas del Fianna Fáil para las elecciones de junio de 1997. Después de una ajustada victoria en esos comicios legislativos (su partido alcanzó el 29% de los votos y 77 de los 166 escaños de la Asamblea), y en alianza con los diputados de DP, se convirtió en el más joven taoiseach (en gaélico, ‘jefe’) o primer ministro de la historia de Irlanda.

### Primer ministro de Irlanda
El Taoiseach —primer ministro— iguala la carrera de su mentor político, Charles Haughey, quien ocupó la jefatura de Gobierno durante tres legislaturas.
Seguidor de la política de los anteriores primeros ministros irlandeses tendente al acercamiento entre las partes, su protagonismo en uno de los mayores intentos por acabar con el enfrentamiento violento en Irlanda del Norte fue desde entonces innegable. En abril de 1998, tras unas intensas negociaciones en las que participó como decisivo mediador junto a Tony Blair y Bill Clinton (primer ministro de Reino Unido y presidente de Estados Unidos, respectivamente), intervino con el propio Blair en el respaldo oficial a la firma del histórico pacto que trajo la esperanza de paz a Irlanda del Norte: el conocido como Acuerdo de Stormont. Su gobierno modificó la Constitución el 2 de diciembre del año siguiente para hacer desaparecer de la misma la reclamación al Reino Unido de los condados septentrionales de la isla que desde hacía más de 75 años habían formado la provincia británica de Irlanda del Norte. Esa reforma constitucional estaba ya prevista en el referéndum que había sido celebrado en mayo de 1998 para ratificar el Acuerdo de Stormont. Ahern siguió formando parte de cuantos pasos fueron necesarios para completar y verificar, aunque con notables dificultades, lo acordado en Stormont.
De forma paralela a los hechos referidos, la economía del país conocía momentos de expansión, superior incluso a la de cualquier otro país occidental. Irlanda cumplió los parámetros requeridos por la UEM y se integró en el sistema monetario que convirtió al euro, en enero de 2002, en la moneda única que circuló por la casi totalidad de los países entonces integrantes de la Unión Europea (UE). En abril de ese año 2002, convocó elecciones parlamentarias para el día 17 de mayo. Fianna Fáil recibió el 41,5% de los votos y consiguió 81 escaños, lo que a punto estuvo de darle la mayoría absoluta; Ahern se garantizó su continuidad al frente del gobierno gracias a la renovación de la alianza con DP (8 diputados) y fue nuevamente investido primer ministro por la Asamblea el 6 de junio de 2002.
Su ejecutivo no tardó en convocar un nuevo referéndum en el que los irlandeses deberían pronunciarse acerca de la ratificación del Tratado de Niza, que modificaba la estructura constitucional de la UE. Un año antes, ya se había celebrado una consulta similar y los ciudadanos habían optado por el ‘no’ a la sanción de dicho texto, clave para el proceso de ampliación de la UE. En cambio, en esta nueva cita con las urnas, que tuvo lugar el 19 de octubre de 2002, aproximadamente el 63% de los votantes se decantó, tal y como preconizaba el gabinete de Ahern, por el ‘sí’. Como presidente de turno del Consejo de Ministros de la UE, Ahern fue uno de los dirigentes de esa institución que, el 18 de junio de 2004, aprobó el Tratado para la Constitución europea que habría de ser ratificado por los Estados miembros después de ser firmado en Roma el 29 de octubre de ese mismo año. Aunque en 2004 algunos dirigentes europeos valoraron su candidatura para presidir la Comisión Europea (el brazo ejecutivo de la UE), finalmente fue formalmente propuesto para ese cargo el portugués José Manuel Durão Barroso.
Ahern siguió participando en la definitiva resolución del proceso de paz norirlandés, que vivió un importante hito el 28 de julio de 2005, cuando el IRA anunció su decisión de abandonar la lucha armada y emprender un nuevo camino para la consecución de sus objetivos en el marco de la vía pacífica. Ahern y Blair, en un comunicado conjunto, convinieron en que tal propósito se convertiría en un hecho histórico en el caso de verificarse. Poco después, el 26 septiembre de ese año, la Comisión Internacional Independiente encargada de controlar el proceso de desarme aseguró que el IRA había culminado la inutilización de todos sus arsenales. El camino hacia la normalización pareció definitivo en mayo de 2007, cuando, dos meses después de celebrarse elecciones en Irlanda del Norte, se constituyó un ejecutivo autónomo integrado por miembros del Partido Unionista Democrático y del Sinn Féin, al frente del cual estaría Ian Paisley.
En los comicios desarrollados en Irlanda el día 24 de ese mismo mes de mayo de 2007, Fianna Fáil fue el partido más votado, logrando 78 escaños; al mes siguiente, llegó a un acuerdo con el Partido Verde para constituir un gobierno de coalición en el que Ahern seguiría siendo primer ministro. Pero en abril de 2008, tras verse salpicado por un caso de corrupción (por supuestos pagos ilícitos que habría recibido entre 1987 y 1994, cuando era ministro), anunció su dimisión (que hizo efectiva el 6 de mayo siguiente). De inmediato, Fianna Fáil eligió al que habría de ser su nuevo líder y sustituto de Ahern al frente del gobierno, recayendo tal nominación en Brian Cowen, hasta entonces vice primer ministro y ministro de Finanzas.
En 2006 su Gobierno sufrió la peor crisis después de que Ahern reconociese que aceptó más de 60.000 euros de empresarios en dos ocasiones entre 1993 y 1994. En aquella época ocupaba el ministerio de Economía y Finanzas y hacía frente a un costoso divorcio.
Los irlandeses le perdonaron, pero las dudas sobre su comportamiento volvieron a surgir durante la campaña electoral de 2007, cuando se dio a conocer que el anterior propietario de su residencia, Michéal Wall, estuvo presente en una reunión celebrada en Mánchester (Reino Unido) en 1994, donde dio una conferencia sobre Economía y por la que recibió € 11.800.
El primer ministro aseguró que Wall no aportó dinero alguno durante aquella cita y que la casa, situada en el norte de Dublín, fue adquirida "a precio de mercado". Según dijo, para ello tuvo que pedir un crédito hipotecario, como cualquier ciudadano de a pie.
La culminación del proceso de paz en Irlanda del Norte es un reconocido logro de su Gobierno, compartido con Tony Blair. Ambos políticos fueron los padrinos del proceso negociador en la provincia desde la firma del Acuerdo de Viernes Santo, en 1998.
El primer ministro fue muy beneficiado también por la buena marcha de la economía irlandesa durante sus dos primeros mandatos, en una de las etapas más boyantes de la historia de Irlanda. Ahern animó las inversiones extranjeras mediante un atrevido programa de beneficios fiscales, que se vio recompensado con un crecimiento económico y una caída de los índices de desempleo del 10 al 4%.
El 2 de abril de 2008, Bertie Ahern anunció su intención de dimitir de su cargo el día 6 de mayo, después de 11 años en la presidencia de Irlanda, al detectarse indicios de corrupción, por los que ya había tenido que declarar en calidad de testigo en otras ocasiones. Fue sustituido en el cargo de Taoiseach por Brian Cowen. Además, también abandonó la presidencia de su partido, el Fianna Fáil.